# Smokówka (Białoruś)
Smokówka – dawny zaścianek i leśniczówka. Tereny, na których były położone, leżą obecnie na Białorusi, w obwodzie witebskim, w rejonie brasławskim, w sielsowiecie Opsa.

## Historia
W czasach zaborów leżały w granicach Imperium Rosyjskiego.
W latach 1921–1945 zaścianek i leśniczówka leżały w Polsce, w województwie nowogródzkim (od 1926 w województwie wileńskim), w powiecie brasławskim, w gminie Opsa.
Według Powszechnego Spisu Ludności z 1921 roku zamieszkiwało leśniczówkę 4 osoby, wszystkie były wyznania rzymskokatolickiego i zadeklarowały polską przynależność narodową. Był tu 1 budynek mieszkalny. W 1931 leśniczówkę w 1 domu zamieszkiwało 5 osób a zaścianek 8 osób, także w jednym domu.
Wierni należeli do parafii rzymskokatolickiej w Opsie. Miejscowość podlegała pod Sąd Grodzki w Opsie i Okręgowy w Wilnie; właściwy urząd pocztowy mieścił się w Opsie.